# Paraphalangodus
Paraphalangodus is een geslacht van hooiwagens uit de familie Gonyleptidae.
De wetenschappelijke naam Paraphalangodus is voor het eerst geldig gepubliceerd door Roewer in 1915. 

## Soorten
Paraphalangodus is monotypisch en omvat slechts de volgende soort:
- Paraphalangodus synacanthus